# Бакс, Кайли
Ка́йли Бакс-По́рос (англ. Kylie Bax-Poros; 5 января 1975, Темс, Новая Зеландия) — новозеландская актриса и фотомодель.

## Биография
Кайли Бакс родилась 5 января 1975 года в Темсе (Новая Зеландия), а в 2009 году вместе со своим мужем и их двумя дочерьми переехали в Афины (Греция).
Кайли начала карьеру фотомодели в 1990-х годах, а в 1999 году она также начала сниматься в кино. В 2005 году, сыграв 8 ролей в фильмах, Бакс покинула киноиндустрию.
С 28 августа 2005 года Кайли замужем за фотографом Спиросом Поросом, которым она встречалась как минимум полтора года до их свадьбы. У супругов есть трое дочерей: Лито Порос (род. в сентябре 2004), Дион Нефели Порос (род. в мае 2007) и Данэй Порос (род. в ноябре 2011). В 2010 году, между рождением своих второй и третьей дочерей, Бакс перенесла выкидыш.